# Premio Internazionale Apoxiomeno
Il Premio Internazionale Apoxiomeno - International Police Award Arts Festival (IPAAF) è il riconoscimento che viene assegnato a personaggi dello sport, dello spettacolo, della cultura italiana che attraverso la loro attività lavorativa o professionale hanno dato lustro alle forze dell'ordine. L'Associazione che lo promuove,  “L'Arte di Apoxiomeno", con sede a Firenze, ha lo scopo di organizzare e diffondere attraverso il premio la cultura italiana, operando attraverso la realizzazione di manifestazioni, convegni, corsi di musica e produzioni teatrali.
Il Premio, itinerante sul territorio italiano, promuove la riflessione dei messaggi inviati attraverso media, cinema, televisione, musica, letteratura, giornalismo, arte in genere, sociale e sport sull'opera delle Forze dell'ordine.
La scelta del nome Apoxyómenos deriva dalla celebre statua di Lisippo che rappresenta l'atleta greco nell'atto di detergersi dalla polvere, dal sudore e dall'olio in eccesso che si usava spalmare sulla pelle prima delle gare di lotta. Il premio prende il nome dalla celebre "Statua di Lisippo", la cui riproduzione originale viene realizzata in argento. 
Il Premio è stato ideato dal colonnello dei Carabinieri Orazio Anania e ha il patrocinio del Ministero dell'interno, dei Carabinieri, della Polizia, della Guardia di Finanza, della Croce Rossa Italiana e del Ministero per i Beni e le Attività Culturali . Tra i premiati delle diverse edizioni figurano Helen Mirren, Colin Firth, Gina Lollobrigida, Gaetano Savatteri, Ennio Morricone, Cristiano Barbarossa e Fulvio Benelli, Francesco Acquaroli, Marco Pontecorvo, Dodi Battaglia, Sergio Rubini, Matt Dillon, Lorenzo Beccati, Flavio Insinna, Andrea Camilleri, Ottavia Piccolo, Marco Columbro, Nikita Sergeevič Michalkov e molti altri. L’edizione del 2022 si è svolta a Pesaro.